# Валле-Сан-Николао
Валле-Сан-Николао (итал. Valle San Nicolao) — коммуна в Италии, располагается в регионе Пьемонт, в провинции Бьелла.
Население составляет 1141 человек (2008 г.), плотность населения составляет 82 чел./км². Занимает площадь 14 км². Почтовый индекс — 13050. Телефонный код — 015.
Покровителем коммуны почитается святитель Николай Мирликийский, чудотворец, празднование 6 декабря.

## Демография
Динамика населения:

## Администрация коммуны
- Официальный сайт: